# 뿌리깊은 나무 (잡지)
뿌리깊은나무는 한국브리태니커회사의 창업자인 한창기가 만든 잡지로 출판사명이기도 하다. 종합교양지 '뿌리깊은나무'는 1976년 3월에 창간되었으며 1980년에 신군부(전두환)에 의해 폐간되었다. (전신인 한국브리태니커회사의 사보 '배움나무'까지 이어진다면 1970년 4월부터이다.) 
이후 여성지 '샘이깊은물'을 1984년 11월에 창간했으나 한창기 발행인이 1997년 2월 3일 타계한 데다 IMF 때문에 하락세를 겪어  2001년 11월호로 휴간하였다.

## 민중자서전
최초의 한국어 구술사를 지향하며 만들어진 시리즈로 1981년부터 1991년 사이에 20권을 내었다. 이후 한국구술사연구회 등이 생겨났다.
1. 두렁바위에 흐르는 눈물 - 제암리 학살사전의 증인 전동례의 한평생
2. 이제 이 조선 톱에도 녹이 슬었네 - 조선목수 배희환의 한평생
3. 어떻게 허먼 똑똑헌 제자 한놈 두고 죽을꼬? - 임실 설장구 신기남의 한평생
4. 이 계동 마님이 먹은 여든살 - 반가 며느리 이규숙의 한평생
5. 장돌뱅이 돈이 왜 구린지 알어? - 마지막 보부상 유진룡의 한평생
6. 베도 숱한 베 짜고 밭도 숱한 밭 매고- 안동포 길쌈 아낙 김점호의 한평생
7. 나 죽으면 이걸로 끄쳐 버리지 - 남도 전통 옹기쟁이 박나섭의 한평생
8. 이부자리 피이놓고 암만 바래도 안 와 - 영남 반가 며느리 성춘식의 한평생
9. 시방은 안해, 강강술래럴 안해 - 진도 강강술래 앞소리꾼 최소심의 한평생
10. 옛날엔 날 사공이라고 혔지 - 천리포 어부 서영옥의 한평생
11. 내 북에 앵길 소리가 없어요 - 명고 김명환의 한평생
12. 그때는 고롷고롬 돼 있제 - 벌교 농부 이봉원의 한평생
13. 대라 틀어라 박아라 - 아우라지 뱃사공 송문옥의 한평생
14. 사삼 사태로 반 죽었어, 반! - 제주 중산간 농부 김승윤의 한평생
15. 물은 건너봐야 알고, 사람은 겪어봐야 알거든 - 가야금 명인-함동정월의 한평생
16. 여보, 우리는 뒷간밲에 갔다온 데가 없어 - 마지막 화전민  이광용의 한평생
17. 동래 사람은 팔만 올리도 춤이 덴다 캤어 - 동래 한량 문장원의 한평생
18. 밥해 먹으믄 바늘질허랴, 바느질 아니믄 빨래허랴 - 서울 토박이 부인 한상숙의 한평생
19. 칫다리 잡을라, 옹구 풀라, 밥해 묵을라 - 칠량 옹기배 사공 김우식의 한평생
20. “에이 짠한 사람!” 내가 나보고 그라요 - 진도 단골 채정례의 한평생

## 한국의 소리
- 한창기가 주관한 판소리 감상회(1973-1978, 100회)를 이어 만들어진 음원
- 음반 제작 : 지구 레코드 공사(LP), 신나라 레코드(CD)
- 발행처 : 한국 브리태니커 회사

1. 뿌리깊은나무 판소리(1982)
  1. 제1권 흥보가 (4LP)  - 소리 박봉술 / 북 김몀환
  2. 제2권 춘향가 (6LP)  - 소리 조상현 / 북 김몀환
  3. 제3권 심청가 (5LP)  - 소리 한애순 / 북 김명환
  4. 제4권 수궁가 (3LP)  - 소리 박봉술 / 북 김몀환
  5. 제5권 적벽가 (4LP)  - 소리 정권진 / 북 김명환
  6. 제6권 단가    (1LP)  - 소리 박봉술, 정권진,한애순,조상현 / 북 김명환
  7. 2000년에 CD화 : 한국브리태니커회사 23CD
2. 뿌리깊은나무 팔도소리 전집(1984)
  1. 제1권 황해도, 평안도, 함경도, 강원도 소리 (3LP)
  2. 제2권 경기도, 경상도, 충청도 소리 (4LP)
  3. 제3권 전라도, 제주도, 장례 소리 (4LP)
3. 뿌리깊은나무 산조전집(1989) 제1권 산조전집 (9LP)
  1. 제1장 : 김죽파 가야금 산조
  2. 제2장 : 함동정월 가야금 산조
  3. 제3장 : 지성자 가야금 산조
  4. 제4장 : 김영재 거문고 산조
  5. 제5장 : 원광호 거문고 산조
  6. 제6장 : 이생강 대금 산조
  7. 제7장 : 서용석 대금 산조
  8. 제8장 : 박종선 아쟁 산조 / 김일구 아쟁 산조
  9. 제9장 : 최태현 해금 산조 / 박범훈 피리 산조
  10. 조선소리선집 1-9로 CD화(1994)
4. 뿌리깊은나무 산조전집(1989) 제2권 한반도의 슬픈소리 (3LP)
  1. 해설서 (98페이지 국어.영어 해설, 가사와 주석, 악보)
  2. 제1장 : 강강술래 / 진도 상여소리
  3. 제2장 : 수심가와 엮음수심가 / 긴아리와 자진아리 / 정선아라리 / 정선 자진아라리 / 지게 어사용
  4. 제3장 : 혼맞이 노래 / 육자배기와 자진육자배기 / 삼산은 반락 / 개고리 타령 / 홍타령
  5. 조선소리선집 10-12로 CD화(1994)
5. 해남 강강술래(1989)
  1. 조선소리선집 14로 CD화(1994)
6. 뿌리깊은나무 판소리 다섯바탕(1990-1992)
  1. 심청가 (소리: 조상현, 북: 장종민)
  2. 적벽가 (소리: 송순섭, 북: 김성권)
  3. 흥보가 (소리: 오정숙, 북: 김동준)
  4. 춘향가 (소리: 최승희, 북: 김명환)
  5. 수궁가 (소리: 정광수, 북: 정철호)
  6. 조선소리선집 13 - 판소리의 눈으로 CD화(1994, 눈대목만 모아 1CD)

## 기타
- 잎차(1977) : 전통적인 방식으로 차와 찻그릇을 제조해 보급
- 뿌리깊은나무 칠첩 반상기(1980) : 사라져가는 반상을 현대적으로 복원하여 보급
- 한국의 발견 : 택리지 이후 최초의 인문지리지를 지향하며 만들어진 시리즈로 1983년에 완간되었다.

1. ↑  김차수 (1997년 2월 5일). “한글전용 앞장 출판문화 발전 기여 3일 별세한 韓彰璂(한창기)씨”. 동아일보. 2022년 3월 10일에 확인함.